# Angel Besednjak
Angel Besednjak s partizanskim imenom Don, slovenski komunist, partizan in narodni heroj, * 15. oktober 1914, Branik (prej Rihemberk pri Novi Gorici), † 1. november 1941, Javorje.

## Življenje
Besednjak je leta 1928 emigriral iz Italije in se kot strojni ključavničar zaposlil v železniških delavnicah v Mariboru kjer je tudi politično deloval med delavstvom. Leta 1936 je bil sprejet v KPS. Od leta 1939 do odhoda v partizane je bil sekretar rajonskega komiteja komunistične partije Maribor, desni breg. Po nemški okupaciji je odšel v ilegalo in bil član sabotažne skupine OF v Mariboru. Dne 18. julija 1941 se je na Pohorju priključil partizanom. S Pohorsko četo je sodeloval v vseh njenih akcijah vse do odhoda s Pohorja. Padel je v spopadu z Nemci v Javorju pri Slivnici (Sveta Helena).
Po njem se imenuje Osnovna šola Angela Besednjaka na Taboru.

## Bitke
Besednjak se je kot mitraljezec 17. septembra udeležil spopada na Klopnem vrhu (Pohorje). S Štajerskim bataljonom se je 8. oktobra udeležil vpada v Šoštanj in prvega frontalnega spopada z okupatorjem na Štajerskem. Bitka je bila 26. oktobra na Čreti. Padel je v boju z Nemci na t. i. »brežiškem pohodu« na Javorju pri Šentjurju.

## Odlikovanja
- red narodnega heroja